# Sacquenay
Sacquenay ist eine französische Gemeinde mit 287 Einwohnern (Stand: 1. Januar 2022) im Département Côte-d’Or in der Region Bourgogne-Franche-Comté (vor 2016 Bourgogne). Sie gehört zum Arrondissement Dijon und zum Kanton Is-sur-Tille.

## Geographie
Sacquenay liegt rund 30 Kilometer nordöstlich von Dijon an der Grenze zum Département Haute-Marne. Nachbargemeinden sind Cusey im Norden und Nordosten, Chaume-et-Courchamp im Osten und Südosten, Fontaine-Française im Süden und Südosten, Chazeuil im Westen und Südwesten sowie Occey im Westen und Nordwesten.

## Bevölkerung
| Jahr                       | 1962 | 1968 | 1975 | 1982 | 1990 | 1999 | 2006 | 2013 | 2019 |
| Einwohner                  | 326  | 318  | 301  | 276  | 224  | 265  | 263  | 270  | 291  |
| Quellen: Cassini und INSEE |      |      |      |      |      |      |      |      |      |

## Sehenswürdigkeiten
- Kirche St. Peter und Paul aus dem 12./13. Jahrhundert, seit 1910 Monument historique
- Priorat des Johanniterordens von Sacquenay aus dem 15. Jahrhundert
- zahlreiche Brunnen